# Errhomus wolfei
Errhomus wolfei är en insektsart som beskrevs av Paul W. Oman 1952. Errhomus wolfei ingår i släktet Errhomus och familjen dvärgstritar. Inga underarter finns listade i Catalogue of Life.